# Vodafone bit
Vodafone bit fue una marca de servicios de telecomunicaciones propiedad de Vodafone España. Prestaba los servicios de Fijo, Móvil e Internet en España.
La marca fue lanzada el 5 de noviembre de 2018 para competir con la reciente salida al mercado en España de O2 de Telefónica, pero fue descontinuada el 12 de marzo de 2020, emplazando a sus clientes a contratar Vodafone yu.